# Stazione di Calusco
La stazione di Calusco è una stazione ferroviaria posta lungo la linea Seregno-Bergamo, a servizio del centro abitato di Calusco d'Adda.

## Movimento
La stazione è servita dai treni regionali di Trenord della relazione Milano-Carnate-Bergamo, cadenzati a frequenza oraria (semioraria nelle ore di punta).
Al 2007, l'impianto risultava frequentato da un traffico giornaliero medio di 969 persone.
Dal 15 settembre 2018, il Ponte San Michele, che si trova tra la stazione di Calusco e quella di Paderno-Robbiate, è stato chiuso sia alla circolazione sia ferroviaria sia stradale per interventi di manutenzione, della durata stimata di due anni. Fino alla riapertura del ponte, avvenuta esattamente 2 anni dopo, il 14 novembre 2020, i treni sono stati limitati alle relazioni Milano-Paderno e Calusco-Bergamo; il collegamento da e per Milano è stato garantito tramite autobus sostitutivi tra Calusco e Paderno.